# Christian Engelhart

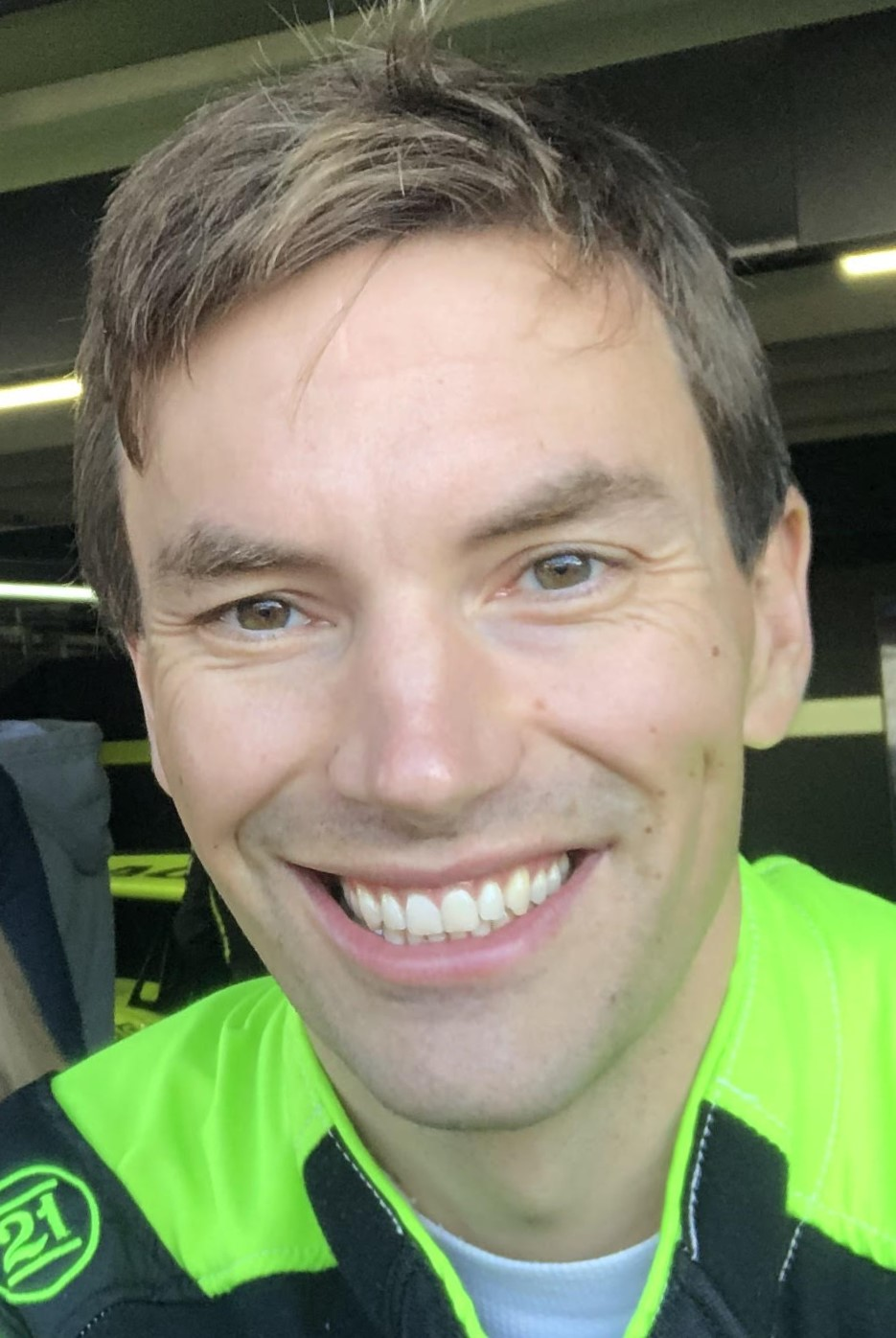
Christian Engelhart in 2022.

Christian Engelhart (Ingolstadt, 13 december 1986) is een Duits autocoureur.

## Carrière
Engelhart begon zijn autosportcarrière in het formuleracing in 2002, toen hij deelnam aan de Formule BMW ADAC. Voor het Mamerow Racing Team wist hij echter geen kampioenschapspunten te scoren en twee dertiende plaatsen op de Lausitzring waren zijn beste resultaten. In 2003 reed hij opnieuw in deze klasse, ditmaal bij het team MIS Motorsporttechnik, maar nam deel aan slechts acht van de twintig races. Een vijfde plaats op de Hockenheimring Baden-Württemberg was zijn beste resultaat en hij eindigde met 8 punten op plaats 22 in het kampioenschap. 
In 2004 stapte hij over naar de Oostenrijkse Touring Car Challenge, waar hij twee opeenvolgende jaren tweede werd. In 2006 keerde hij terug in de Formule BMW ADAC met deelnames aan twee races bij het team ADAC Berlin-Brandenburg. Op het Circuit Park Zandvoort werd hij zevende, voordat hij op Hockenheim achtste werd. Zodoende werd hij met 8 punten zestiende in het klassement. Aan het eind van het jaar nam hij deel aan de Formule BMW World Final op het Circuit Ricardo Tormo Valencia en eindigde hierin op plaats 23.
Porsche Carrera Cup

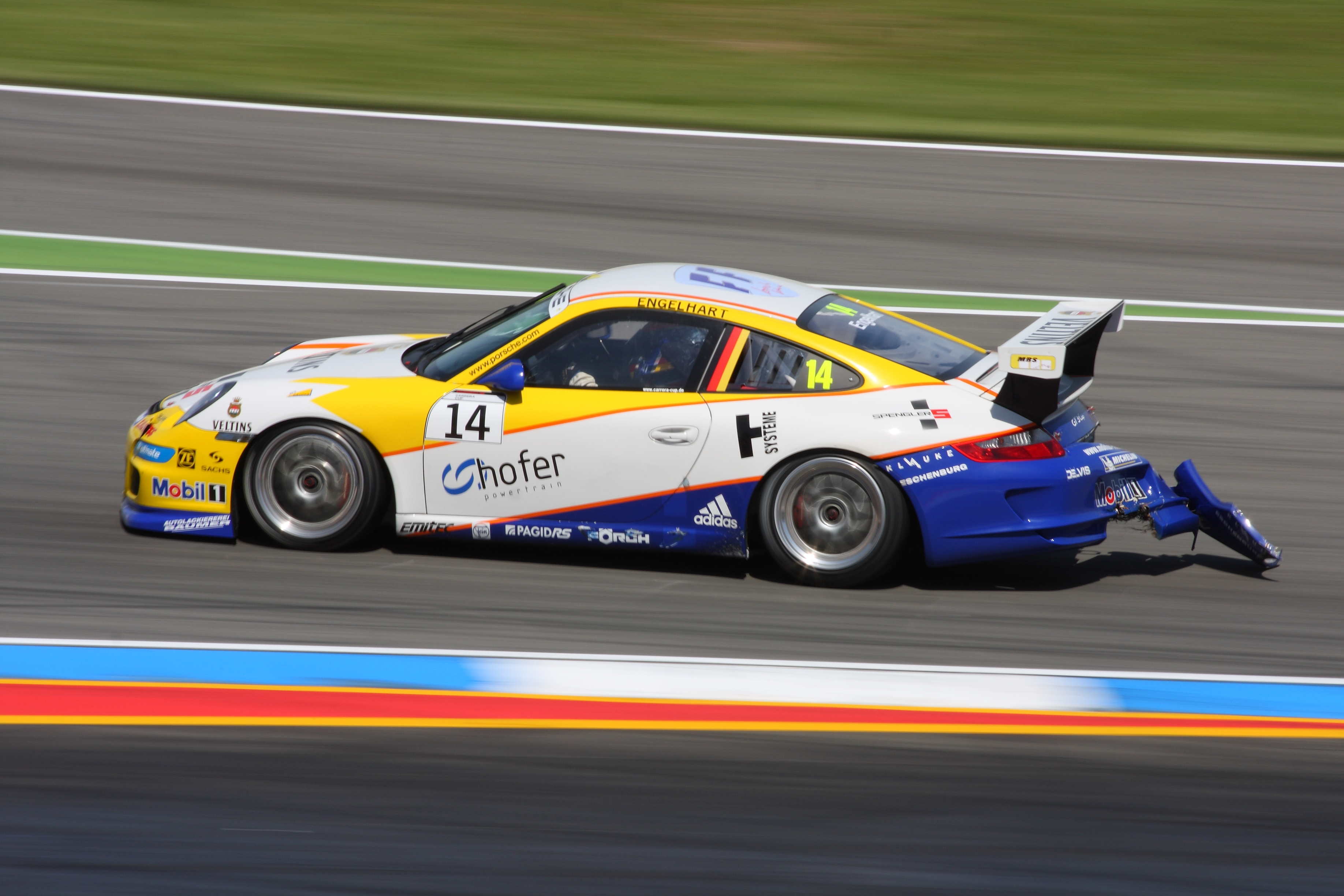
Christian Engelhart op de Hockenheimring Baden-Württemberg in 2009.

In 2008 stapte Engelhart over naar de Duitse Porsche Carrera Cup bij het team Tolimit Motorsport, nadat hij in het voorgaande jaar in de top 4 eindigde van een scoutingsprogramma van Porsche. Twee elfde plaatsen op de Lausitzring en Zandvoort waren zijn beste resultaten en hij werd met 14 punten negentiende in de eindstand. In 2009 stapte hij over naar het MRS Team PZ Aschaffenburg en behaalde hij zijn eerste podium in de seizoensfinale op Hockenheim. Zodoende werd hij met 54 punten negende in de rangschikking. Dat jaar debuteerde hij ook in de Porsche Supercup bij SANITEC Racing in de races op Silverstone en de Nürburgring.
In 2010 reed Engelhart een dubbel programma in de Duitse Porsche Carrera Cup en de Porsche Supercup, waarin hij voor respectievelijk het MRS Team en SANITEC GILTRAP Racing reed. In Duitsland behaalde hij zijn eerste overwinning in de laatste race van het seizoen in Hockenheim en hij werd met 72 punten zevende in de eindstand. In de Supercup behaalde hij een podiumplaats op Hockenheim en werd zo met 54 punten elfde. In 2011 lag zijn focus op de Supercup, waarin hij voor Konrad Motorsport reed. Hij won zijn eerste race in de seizoensopener op Istanbul Park en behaalde nog een podiumplaats in de laatste race op het Yas Marina Circuit. Met 106 punten werd hij achtste in het kampioenschap. Hiernaast reed hij nog twee races in de Duitse Porsche Carrera Cup en in de ADAC GT Masters; in het laatste kampioenschap won hij een race op de Red Bull Ring.

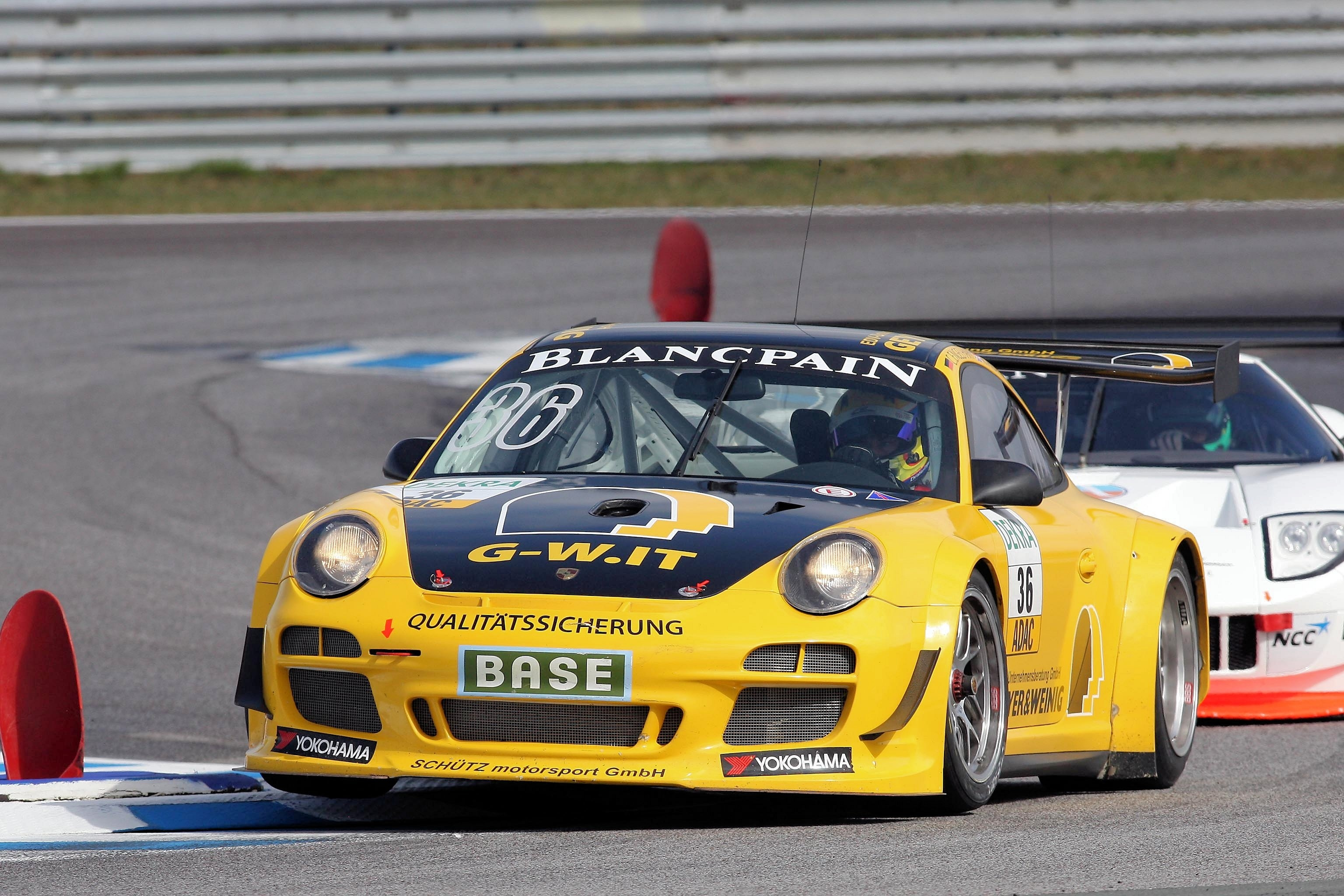
Christian Engelhart op de Motorsport Arena Oschersleben in 2012.

In 2012 reed Engelhart in de Porsche Supercup voor Konrad Motorsport. Hij won een race op de Hungaroring en stond op het Bahrain International Circuit en het Circuit de Monaco op het podium. Met 87 punten werd hij opnieuw achtste in het kampioenschap. Tevens reed hij in een volledig seizoen van de ADAC GT Masters bij het team Team Geyer&Weinig EDV-Unternehmensberatung / Schütz Motorsport, waar hij een Porsche 911 GT3 R deelde met Nick Tandy. Hij won vier races: twee op de Lausitzring en een op zowel de Motorsport Arena Oschersleben als de Red Bull Ring. Met 144 punten werd hij derde in de eindstand.
In 2013 reed Engelhart voor het eerst in de 24 uur van Daytona, waarin hij bij Konrad Motorsport een Porsche 911 GT3 Cup deelde met Tandy, Michael Christensen en Lance Willsey. Het team nam deel aan de GT-klasse, maar viel na 181 ronden uit. Vervolgens keerde Engelhart terug naar Europa, waar hij in drie kampioenschappen tegelijk reed: de ADAC GT Masters, de Duitse Porsche Carrera Cup en de Porsche Supercup. In de GT Masters reed hij bij Geyer en behaalde hij een podiumplaats op de Sachsenring, waardoor hij met 26 punten op plaats 21 eindigde. In de Carrera Cup reed hij voor Konrad won hij drie races op de Nürburgring, Zandvoort en Hockenheim en eindigde hij in zes andere races op het podium. Met 239 punten werd hij achter Kévin Estre tweede in het kampioenschap. In de Supercup kwam hij uit voor het Fach Auto Team en behaalde hij een podiumplaats op de Hungaroring, waardoor hij met 69 punten achtste werd in de eindstand.

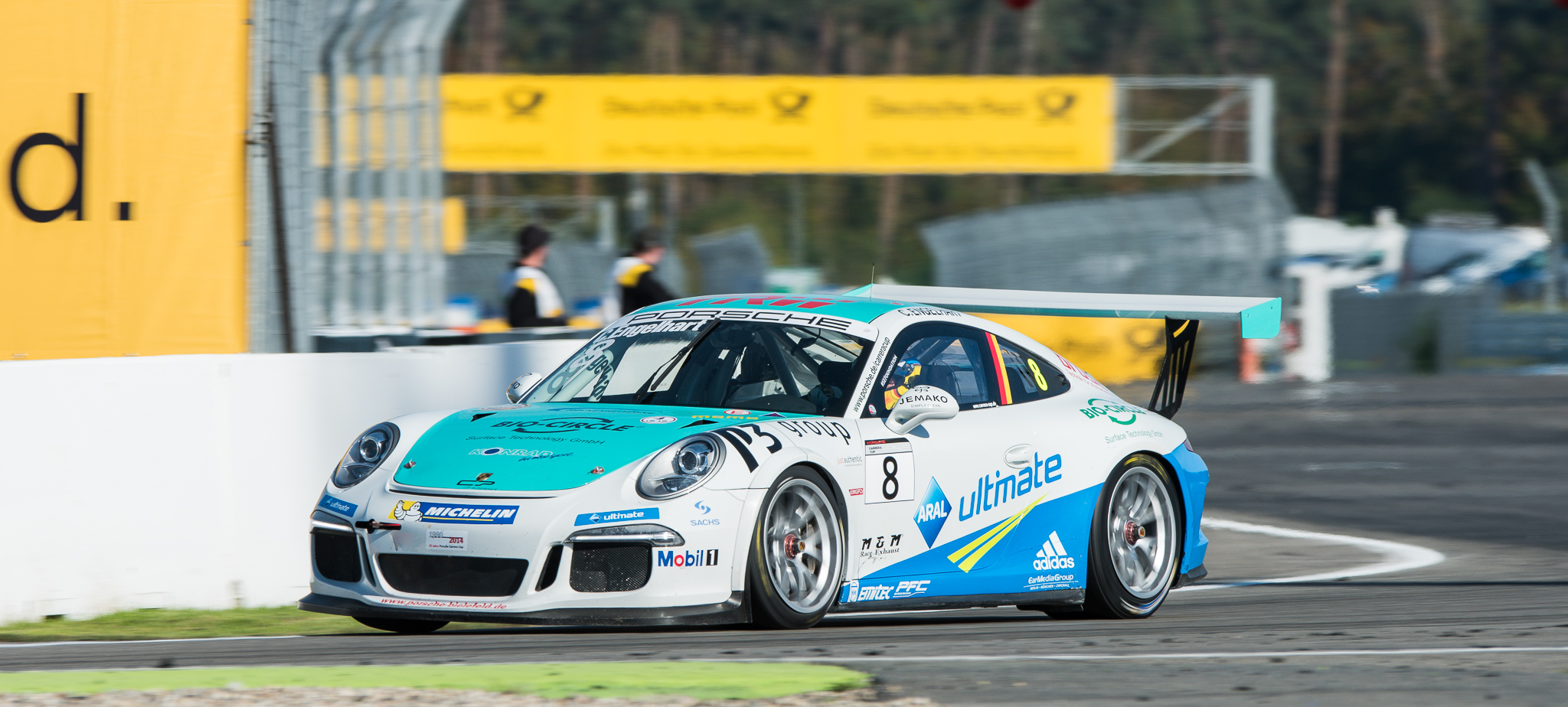
Christian Engelhart op de Hockenheimring Baden-Württemberg in 2014.

In 2014 stapte Engelhart ook in de Porsche Supercup over naar Konrad Motorsport. Hij werd negende in deze klasse met 75 punten en twee vierde plaatsen op het Circuit de Barcelona-Catalunya en de Red Bull Ring als beste resultaten. In de Duitse Porsche Carrera Cup won hij drie races op Oschersleben, de Hungaroring en Hockenheim, en stond hij in nog drie andere races op het podium. Met 208 punten werd hij achter Philipp Eng en Michael Ammermüller derde in de eindstand. In de ADAC GT Masters kwam hij uit voor het team GW IT Racing Team / Schütz Motorsport en behaalde hij vier podiumplaatsen: twee op Oschersleben en een op zowel de Sachsenring en Hockenheim. Met 115 punten werd hij achtste in het klassement.
In 2015 reed Engelhart enkel in het eerste en het laatste raceweekend van de ADAC GT Masters. Desondanks behaalde hij een zege in de seizoensopener op Oschersleben. In de Duitse Porsche Carrera Cup kwam hij uit in de A-klasse bij het team TECE MRS GT-Racing, waarin hij twee overwinningen behaalde op Hockenheim en hiernaast in drie andere races op het podium stond. Met 171 punten werd hij achter Eng tweede in het kampioenschap. In de Porsche Supercup behaalde hij voor MRS GT-Racing drie podiumplaatsen op Barcelona, de Hungaroring en het Circuit de Spa-Francorchamps. Met 124 punten werd hij achter Eng, Sven Müller en Ammermüller vierde in de eindstand.
In 2016 reed Engelhart weer een volledig seizoen in de ADAC GT Masters bij het GRT Grasser-Racing-Team. Hij won een race op Oschersleben en behaalde nog een podiumplaats op de Lausitzring, zodat hij met 91 punten zevende werd. In de Porsche Carrera Cup behaalde hij voor MRS GT-Racing dertien podiumplaatsen, waaronder een overwinning op Hockenheim. Met 263 punten werd hij achter Müller tweede in de eindstand. In de Porsche Supercup behaalde hij een podiumplaats op Spa, waardoor hij met 70 punten zevende werd.

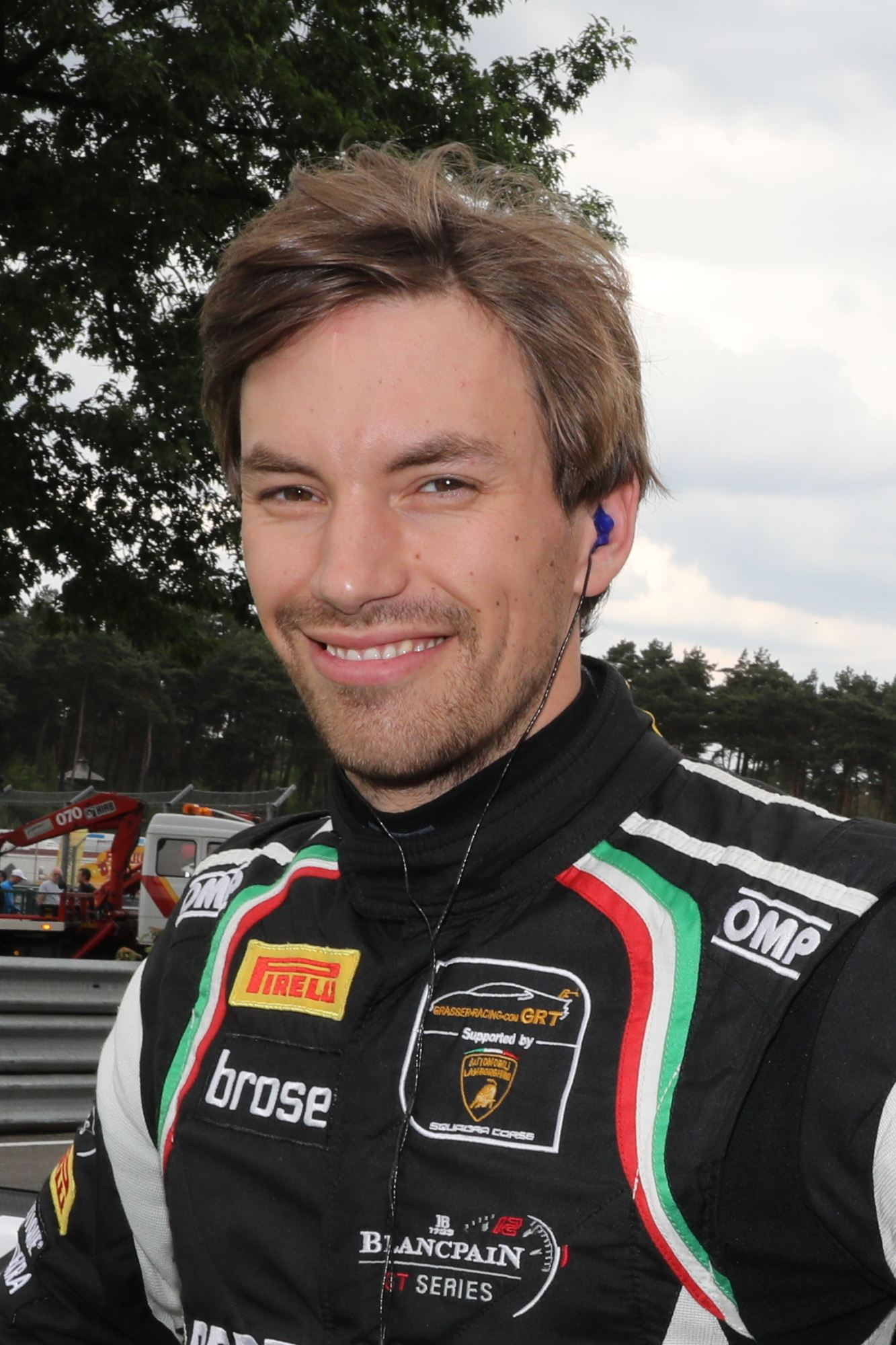
Christian Engelhart in 2017.

In 2017 debuteerde Engelhart in de Blancpain GT Series Sprint Cup bij het GRT Grasser Racing Team, waar hij een Lamborghini Huracán GT3 deelde met Mirko Bortolotti. Hij won twee races op Brands Hatch en stond daarnaast in twee andere races op het podium. Met 67 punten werd hij vierde in de rangschikking. Ook reed hij met Bortolotti en Andrea Caldarelli in de Blancpain GT Series Endurance Cup, waarin hij twee races won op het Autodromo Nazionale Monza en Silverstone. Met 86 punten werd hij kampioen in de klasse. In de ADAC GT Masters won hij twee races op de Red Bull Ring en Hockenheim en behaalde hij nog een podiumplaats op de Lausitzring, zodat hij met 95 punten zevende werd in de eindstand. In de Duitse Porsche Carrera Cup behaalde hij twee zeges op de Lausitzring en Hockenheim en stond hij in drie andere races op het podium. Met 135 punten werd hij zesde in het kampioenschap.
In 2018 bleef Engelhart actief in de Blancpain GT Series Sprint Cup, waar hij nog altijd een team vormde met Bortolotti. Hij won twee races op het Circuit Zolder en de Hungaroring en werd met 57,5 punten vijfde in het klassement. In de Endurance Cup reed hij met Bortolotti en Caldarelli en was een vierde plaats in de seizoensopener op Monza zijn beste resultaat. Met 13 punten eindigde hij op plaats 31 in het kampioenschap. In de ADAC GT Masters behaalde hij twee podiumplaatsen op Oschersleben en Hockenheim en werd hij met 39 punten zeventiende in de eindstand.
In 2019 reed Engelhart in de Blancpain GT Series, dat inmiddels de naam had veranderd naar GT World Challenge, in zowel de Endurance als de Sprint Cup. In de Endurance Cup reed hij samen met Bortolotti en Rolf Ineichen en was een zevende plaats op het Circuit Paul Ricard zijn beste resultaat. Met 21 punten werd hij dertiende in het klassement. In de Sprint Cup reed hij enkel met Bortolotti en behaalde hij zes podiumplaatsen. Met 75 punten werd hij vierde in het kampioenschap. Daarnaast bleef hij actief in de ADAC GT Masters, waarin hij drie overwinningen behaalde op Zandvoort, de Nürburgring en Hockenheim. Met 146 punten werden hij en Bortolotti tweede in de eindstand, achter Patric Niederhauser en Kelvin van der Linde.
In 2020 kwam Engelhart uit in de ADAC GT Masters voor SSR Performance, waar hij een Porsche 911 GT3 R deelde met Michael Ammermüller. Het duo won drie races op de Nürburgring, Hockenheim en Oschersleben. Met 181 punten werden zij gekroond tot kampioen in de klasse. Ook reed Engelhart, samen met Matteo Cairoli en Sven Müller, voor Dinamic Motorsport in de GT World Challenge Europe Endurance Cup. Hij won een race op de Nürburgring en behaalde een podiumplaats in de 24 uur van Spa-Francorchamps. Met 53 punten werd hij derde in de eindstand.

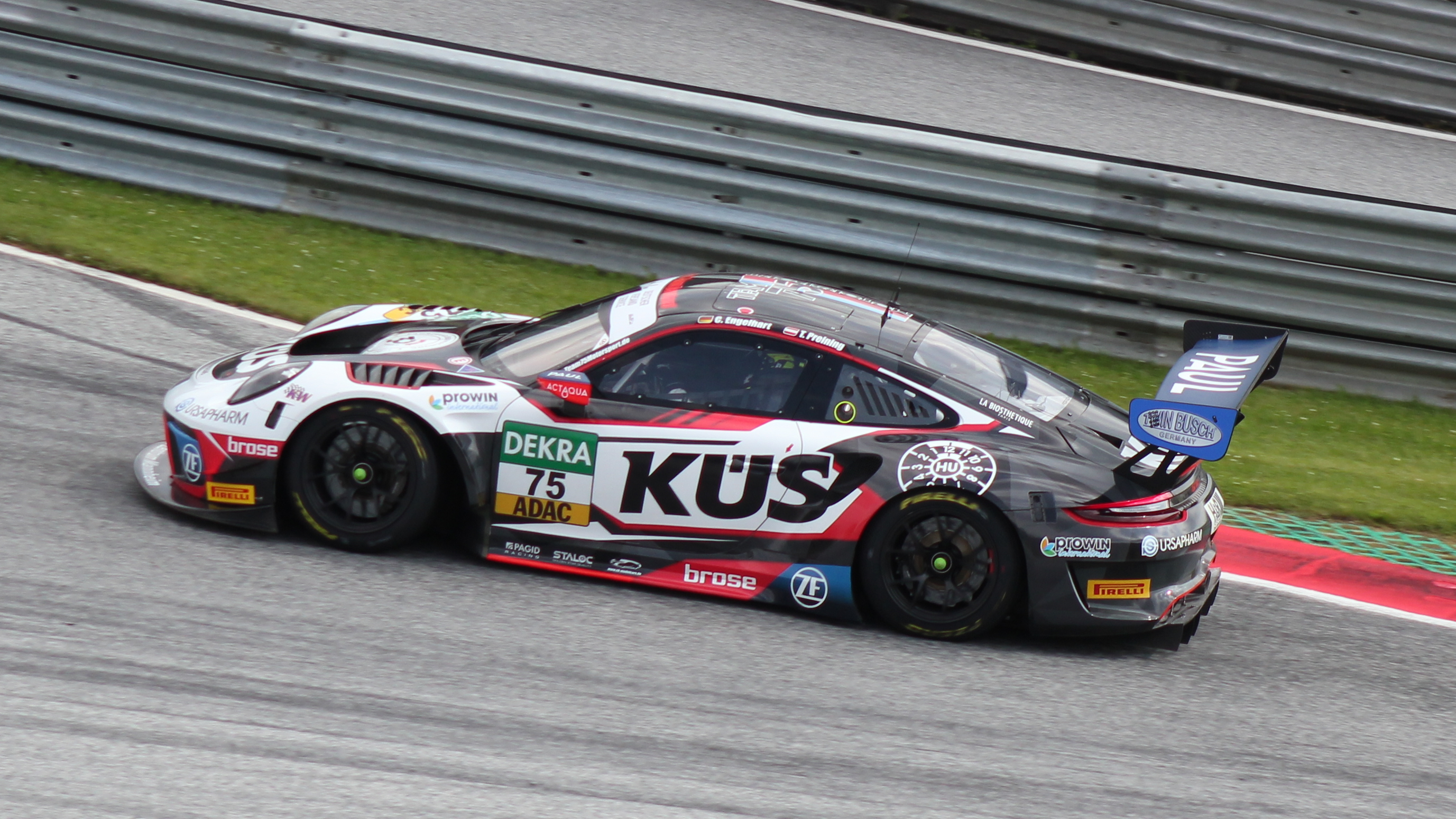
Christian Engelhart op de Red Bull Ring in 2021.

In 2021 bleef Engelhart in de GT World Challenge rijden in zowel de Endurance als de Sprint Cup. Samen met Cairoli en Klaus Bachler won hij in de Endurance Cup de seizoensopener op Monza en behaalde hij nog een podiumplaats in Barcelona. Met 53 punten werd hij zesde in de rangschikking. In de Sprint Cup reed hij samen met Adrien de Leener, waarin een vijfde plaats in Valencia zijn beste resultaat was. Met 6 punten eindigde hij op plaats 27 in het klassement. In de ADAC GT Masters stapte hij over naar het KÜS Team Bernhard, waarin hij een Porsche 911 GT3 R deelde met Thomas Preining. Hij behaalde podiumplaatsen op de Sachsenring en de Nürburgring en werd met 74 punten dertiende in de eindstand.

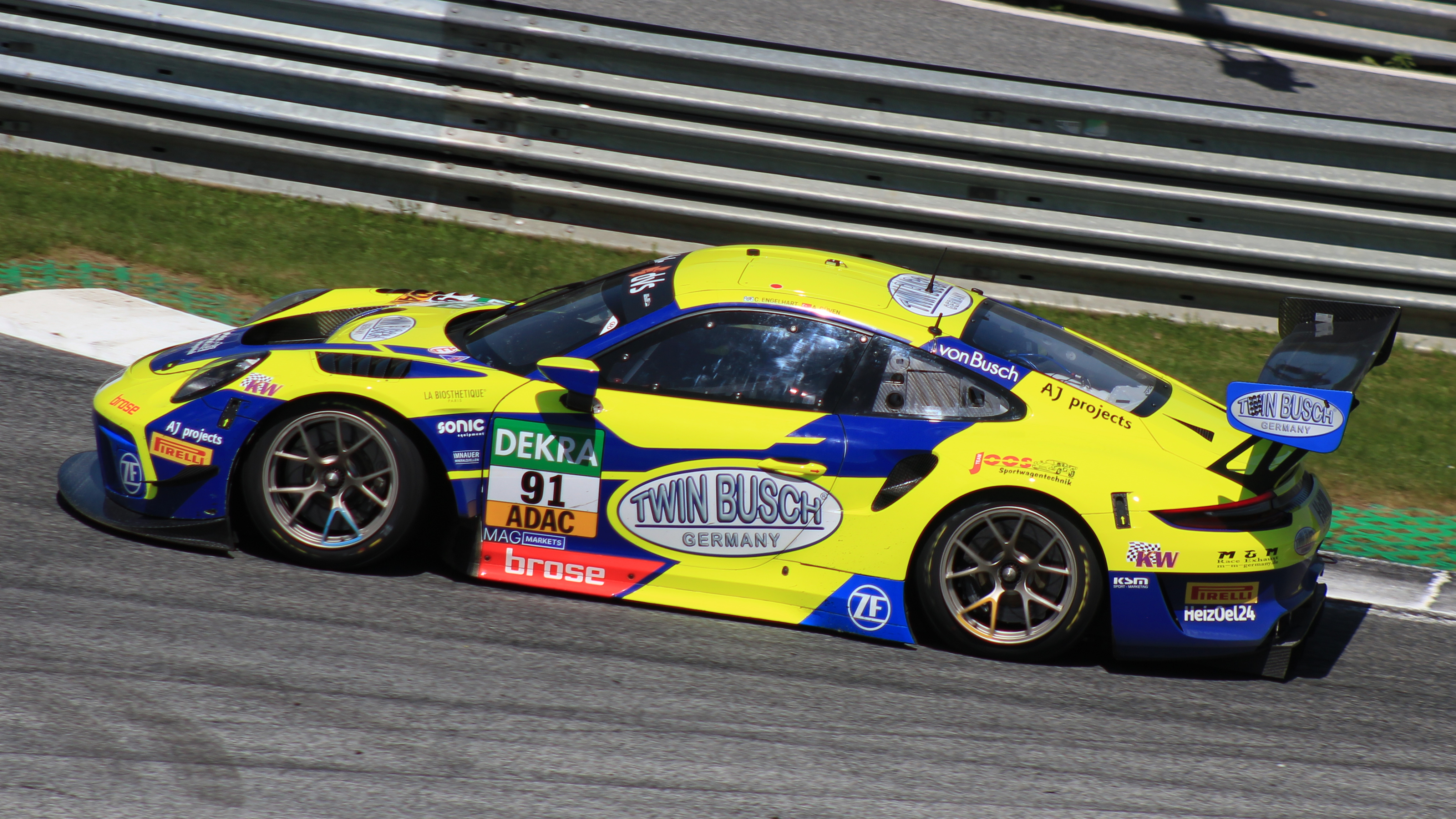
Christian Engelhart op de Red Bull Ring in 2022.

In 2022 kwam Engelhart in de GT World Challenge Europe Sprint Cup opnieuw uit voor Dinamic Motorsport naast De Leener. Een zesde plaats op Zandvoort was zijn beste resultaat en hij werd met 5 punten twintigste in het kampioenschap. In de ADAC GT Masters stapte hij over naar het Team Joos Sportwagentechnik en deelde hierin de auto met Ayhancan Güven. Hij won een race op de Lausitzring en behaalde twee podiumplaatsen op de Red Bull Ring en werd zo met 137 punten tweede in de eindstand, achter Raffaele Marciello. Aan het eind van het jaar debuteerde hij in de DTM bij SSR Performance in een Porsche 911 GT3 R als vervanger van de vertrokken Laurens Vanthoor in de seizoensfinale op Hockenheim. In de eerste race werd hij veertiende, maar in de tweede race kwam hij niet aan de finish.